# Toon Lüske
Antonius (Toon) Lüske (Amsterdam, 28 juli 1897 – Rome, 14 september 1926) was een Nederlands schilder en graficus.

## Leven en werk
Toon of Antoon Lüske was een zoon van behanger Jacobus Hubertus Lüske en Maria Catharina de Vries. Hij studeerde aan de Kunstnijverheidsschool Quellinus in Amsterdam. In 1919 vervolgde hij zijn opleiding aan de Rijksakademie van beeldende kunsten, hij volgde aanvankelijk de avondcursus, vanaf 1922 de dagcursus. In 1923 werd hij toegelaten tot de grote schilderklas en in 1924 tot de loge. In dat laatste jaar won hij de Cohen Gosschalkprijs.
In 1925 won Lüske de Nederlandse Prix de Rome met een schilderij van David en Goliath, Aart Glansdorp werd tweede. Lüske werd door de prijs in staat gesteld een studiereis naar Italië te maken. Hij werd er ziek en overleed op 29-jarige leeftijd in Rome aan tyfus. Hoogleraar Hendrik Jan Wolter schreef een in memoriam, hij omschreef Lüske als "niet gemakkelijk voor zich zelf" en als iemand "met groote werkkracht en levendigen geest, [die] steeds weer nieuw werk kon vertoonen, steeds nieuwe groote teekeningen met gewijzigde compositie, die altijd weer een vooruitgang, een groei waren."

## Enkele werken

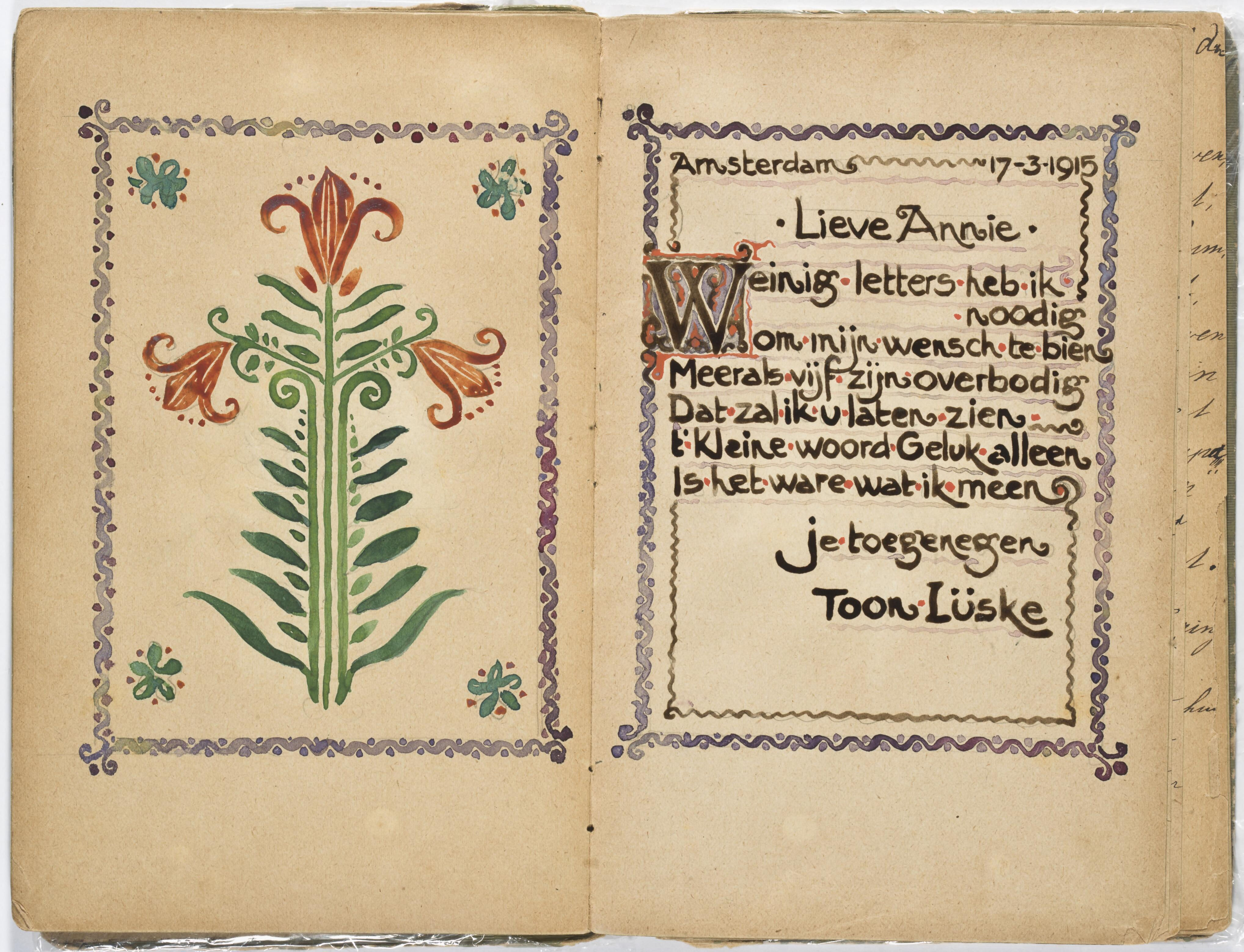
Pagina uit poëziealbum voor Anna Höhle (1915)
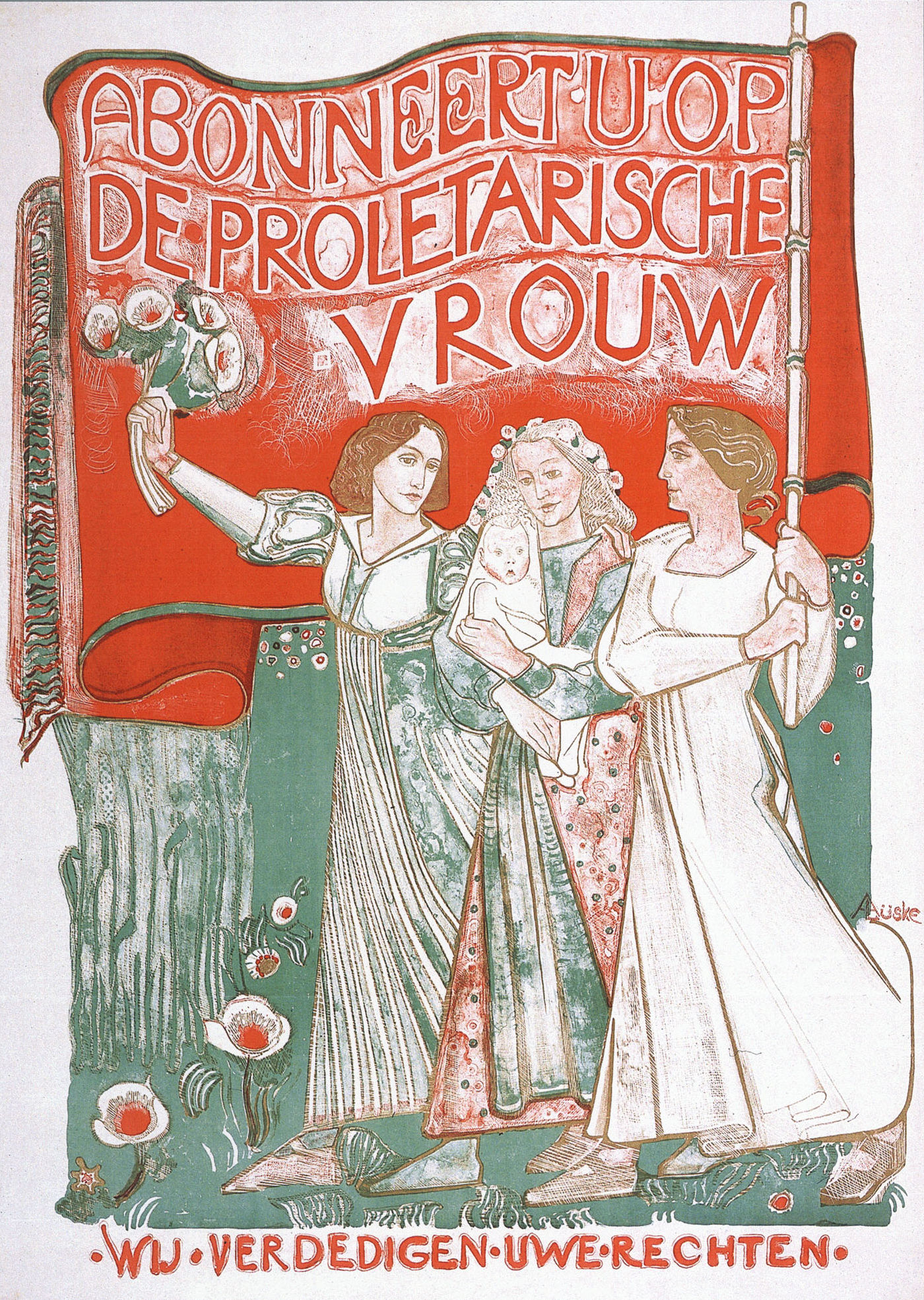
Affiche voor De Proletarische Vrouw (1920)
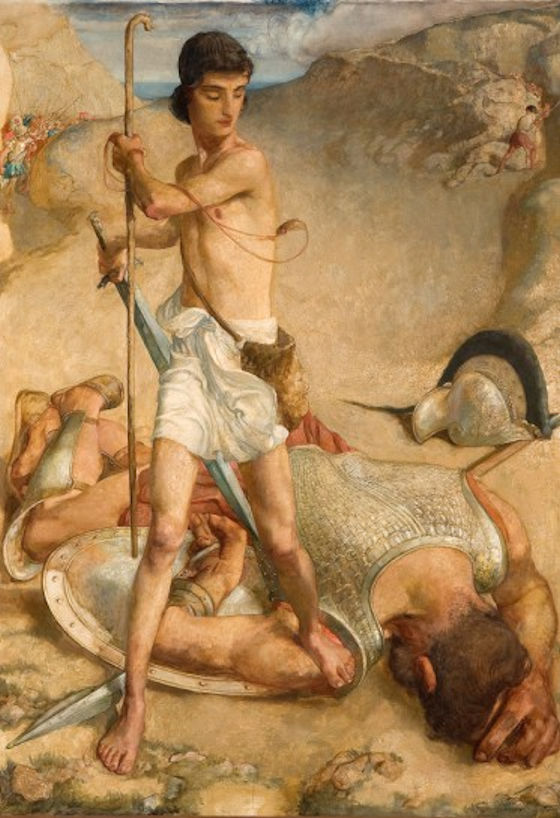
David en Goliath (1925), RCE